# Forensische tandheelkunde
De forensische tandheelkunde is het gedeelte van de tandheelkunde die zich bezighoudt met rampen- of gerechtelijke identificatie van slachtoffers.
Ook kan deze discipline helpen tot de identificatie van de dader in geval van gerechtelijke identificatie en dit door het bestuderen van beetsporen op het slachtoffer.
Voor de identificatie van het slachtoffer worden de gegevens van het tandheelkundig dossier vergeleken met de tandkaart en de röntgenfoto's die van het slachtoffer gemaakt werden. Ook kan de leeftijd bepaald worden aan de hand van de gegevens van gebit en schedel. In geval het schedels betreft, wordt er soms aan gezichtsreconstructie gedaan, vroeger met klei maar nu eerder met behulp van de computer.

## Beperkingen
Het gebruik van forensische tandheelkunde bij een ramp kan soms moeilijk zijn, omdat duidelijk moet zijn wie mogelijk betrokken is bij de ramp voor er vergelijkingen gemaakt kunnen worden tussen de gebitten van de slachtoffers en opgevraagde tandheelkundige informatie. Immers, de benodigde informatie kan enkel opgevraagd worden wanneer duidelijk is wie mogelijk het slachtoffer is zodat dit bevestigd of ontkracht kan worden. Bij bijvoorbeeld de scheepsramp met de Marchioness in 1989 leverde dit problemen op; er was geen scheepslog waarin bijgehouden was wie aan boord was en de onderzoekers wisten dan ook niet van wie dentale gegevens opgevraagd moesten worden.

## Nederland
In Nederland zijn er per politieregio forensisch odontologen aangesteld. Deze zijn tevens verenigd in het Landelijk Overleg Forensische Odontologie (LOFO), waarvan de Koninklijke Nederlandse Maatschappij tot Bevordering der Tandheelkunde (KNMT) de secretariële werkzaamheden uitvoert. Tevens maken forensisch odontologen deel uit van het Rampen Identificatie Team.